# Sandra Schmirler
Sandra Marie Schmirler, mas conhecida como Sandra Schmirler (Biggar, 11 de junho de 1963 — Regina, 2 de março de 2000) foi uma curler do Canadá. Foi campeã olímpica em Nagano 1998.

## Câncer
Em 1999, após o nascimento do segundo filho, começou a apresentar problemas graves de saúde e os médicos descobriram um tumor malígno próximo ao coração. Quase morreu durante a operação para remoção do tumor, quando um pedaço morto do tumor rompeu e lançou um coágulo de sangue nos pulmões, causando uma parada cardiorrespiratória. Logo depois, foi diagnosticada com adenocarcinoma metastático. Mesmo assim, continuou trabalhando como comentarista esportivo durante seu tratamento, mas no início de 2000, foi descoberto que o câncer havia se espalhado para seus pulmões e ela morreu logo depois, em março.
Seu funeral foi transmitido ao vivo pela TSN e pela CBC e foi a primeira vez para um atleta canadense, por mais de uma rede.